# 静岡駅前地下街爆発事故
静岡駅前地下街爆発事故（しずおかえきまえちかがいばくはつじこ）は、1980年（昭和55年）8月16日（土曜日）に静岡県静岡市（現葵区）紺屋町にある国鉄（現・JR東海）静岡駅地下街でメタンガスおよび都市ガスの漏洩を原因として2度にわたりガス爆発が発生した都市災害である。
この事故で15人が死亡、223人が負傷する大惨事となった。

## 概要
静岡駅前、紺屋町ゴールデン街（現・紺屋町名店街）のビルは1960年代末からビル前の歩道下（一部はビル敷地内）の地下通路と連結する形でビル地階が準地下街を構成しており、「ゴールデン地下街」と命名されていた。
1980年8月16日午前9時31分、ゴールデン地下街を形成していたビルの1つである静岡第一ビル地階の寿司店において、小さなガス爆発事故が発生した。すぐに事故を検証するため、消防吏員（消防団員を含む）、警察官、静岡ガスの担当者、そして彼らや事故現場となった地下街を撮影する報道関係者が、地下街に入っていった。この爆発は、地下の湧水処理漕に溜まっていたメタンガスに何らか（ポンプ付近）の火が引火したことが原因と考えられている。この1回目の爆発では、寿司店の床と奥の機械室が大破したものの、火災の発生には至らない小規模なものだった。しかし、この爆発によりビル内の都市ガスの管が破損し、そこから漏れた都市ガスが地下街に溜まっていったうえ、都市ガスは空気より軽いために、直上のビルの上層階にも達していた。地下で現場調査を行っていた消防士が飲食店の奥の機械室に入った時に、検知器が高濃度の可燃性ガスを検知したため、地下街からの脱出を指示するとともに排気作業を開始したが間に合わず、午前9時56分に2回目の爆発が起こった。
2回目の爆発は大規模なもので、火元となった飲食店の直上のビルは爆発・炎上し、このビルの向かいにあった西武百貨店静岡店（現在の静岡パルコ）や周囲に隣接する商店および雑居ビルなど163店舗にガラスや壁面の破損など半径100メートルに甚大な被害をもたらし、多くの通行人が重軽傷を負った。
事故発生の当日はお盆や夏休み中の土曜日で、買い物客も多かったことから、数多くの通行人が現場に駆けつけ、写真撮影をする者、応急的な救助活動をする者などで現場はパニックとなった。また事故発生の時間帯も負傷者が増えた要因にもなったのではと、当時のニュースは伝えている。後の検証では、爆発時に生じた爆風が建物内で障害物に当たりながら進むことでエネルギーと速度が増大する「乱流現象」が発生したうえ、ビルの上層階に滞留していた都市ガスへの引火を引き起こしたため、結果として被害を増大させる事態となったことが突き止められた。
爆発後は、ビルへの都市ガスの供給を止める必要があったが、当時の安全基準ではビル内のガス管に遮断弁の設置は義務付けられておらず、ガスが供給され続けたため火災が長時間続いた。都市ガスの流れを遮断するには、外の道路内にあるマンホール内のガス管の遮断弁を手動で閉じる必要があった。静岡ガスの職員が遮断作業を試みたが、大規模な爆発で路上に多くの瓦礫が積み重なったためにマンホールに辿りつけず、遮断弁を閉じることができなかった。そこで道路を掘削してガス管に穴を開け、中にバルーンを入れてガスの遮断を行った結果、午後3時30分にようやく鎮火した。

## 報道
2回目の爆発の瞬間はテレビ静岡（FNN：フジテレビ系）と静岡第一テレビ（NNN：日本テレビ系）が映像に収めており、貴重な資料となっている。
なお、その時の映像は現在のようなVTRではなく、当時報道現場で広く使われていたスクーピック16mmシネカメラで撮影された。
映像を収めた先述の民放2社のカメラマンや記者はともに瀕死の重傷を負い、重体となった者もいたが、のちに全員治癒して職場に復帰した。先述の2社では翌日以降のニュースにおいて、爆発で破壊されたカメラ機材が公開された。
事故の現場となったビルにはテレビ静岡が営業拠点（営業部静岡支社）を構えており、後の営業活動にかなりの支障をきたしたと言われている。同じく、記者やカメラマンが負傷した静岡第一テレビも現場となったビルの斜め向かいにあるビルに営業拠点を構えていたことから、こちらも窓ガラスの破損など被害を受けている。
在静テレビ各社の社史及びNHK静岡放送局の局史には当時の各社における報道対応が詳細に記されているが、それらによると各局は2回目の大規模爆発を受けて午前10時台に字幕のニュース速報にて第一報を伝えた。その後、NHKでは定時ニュース枠で断続的に情報を伝えたほか、民放局でも昼の定時ニュース枠で現場の取材映像を伝えた。午後になると、在静局で唯一自社が占有使用できるヘリコプターを保有していた静岡放送（JNN：TBS系列）や、JNN以外の在京もしくは在名の系列局からの応援取材のヘリコプターが現場上空に飛来し、撮影した。さらに土曜午後は各局共にローカル編成可能な時間帯が多かったことから、在静の民放テレビ局の中にはローカルの報道特別番組を編成したところもある。
NHK静岡放送局史『静岡放送局70年のあゆみ』によると、このとき事故報道に全局員を招集して当たっていた同局に、地元静岡出身で夏季休暇のために帰省して実家にいたアナウンサーの山川静夫が事故を知って駆け付け、同局のスタジオから事故の被害者氏名の読み上げなどを行ったという（山川静夫#エピソードも参照）。

## 裁判
事故に際して、静岡ガスの関係者2名が業務上過失致死傷の容疑で書類送検されたが後に不起訴処分となっている。
事故後、ビル管理会社や入居者側と静岡ガスとの間で責任の所在を明確にすべく裁判が行われた。ビル管理会社や入居者側はガス会社の責任を追及する意図から、被災した第一ビルを解体せず建物の周囲に厳重なフェンスを設置して立ち入り禁止にするなどの安全処理を施したうえで長期間現状維持とし、広く一般に公開していた。建物は後に倒壊の危険があるとして解体撤去されている。
訴訟は長期に及び、第一審から控訴審を経て最終的に原告側の敗訴という形で結審したのは1996年（平成8年）の事である。その後、事故の被害者が静岡ガスを相手取り民事損害賠償請求訴訟を起こしたが最終的に1998年（平成10年）、和解が成立している。

## 事故後
本事故に前後して8月14日には富士山大規模落石事故が、8月19日には新宿西口バス放火事件が相次いで発生し、「この年の三大災害」と呼ばれたが、石津謙介はこの3つの出来事を指し、「一富士二鷹三茄子」とかけた造語「一富士、二地下、三バスビ」を生み出した。
この事故以降、地下街に関する保安基準（都市ガスの遮断装置、消防設備など）が厳しくなり、地下街の新設も1986年（昭和61年）に開業した神奈川県川崎市の川崎アゼリアまでしばらく認められなかった。また宮城県仙台市でも一時地下街の開発が計画されていたが、保安基準の厳格化により、計画中止となった。
事故後しばらく閉鎖されていた地下街は、防災センターや消防設備を整備した上で復旧された。その後、地上の商店街が「ゴールデン街」から「ランバーストリート」を経て「紺屋町名店街」と改称したのに合わせて「紺屋町地下街」と改称され、事故現場の第一ビルの跡地も2棟のビルに建て変えられ、事故当時の面影はかなり薄らいでいる。
事故の翌年にあたる1981年（昭和56年）に消防法施行令などが改正され、事故当時第一ビルに設置されていなかった緊急ガス遮断装置や、ガス漏れ警報装置などの設置が法的に義務化されることとなった。